# Nothocrax urumutum
Nothocrax urumutum là một loài chim trong họ Cracidae.